# Henri Ier de Wettin
Henri Ier de Wettin (né vers 1123 et mort le 30 août 1181) est comte de Wettin de 1156 à sa mort.

## Biographie
Henri Ier de Wettin est le troisième fils de Conrad Ier le Pieux margrave de Misnie et margrave de Lusace et de son épouse Luitgarde de Ravenstein. Lors du partage qui suit l'abdication de son père en 1156 il reçoit le domaine patrimonial du comté de Wettin.
Il épouse Sophie de Sommerschenbourg (†  1189/1190), fille du comte Frédéric II de Sommerschenburg, Comte Palatin de Saxe noble de son épouse Luitgard de Stade qui lui donne deux fils :
- Henri II de Wettin († 1187) ;
- Ulrich  de Wettin († 1206).

Sa lignée se termine après la mort du fils d'Ulrich, Henri III de Wettin en 1217.

## Source
- Anthony Stokvis, Manuel d'histoire, de généalogie et de chronologie de tous les États du globe, depuis les temps les plus reculés jusqu'à nos jours, préf. H. F. Wijnman, Israël, 1966,  Margraves de Thuringe, Misnie et Lusace: « Maison de Wettin » et tableau généalogique.